# Filipe Alarcão

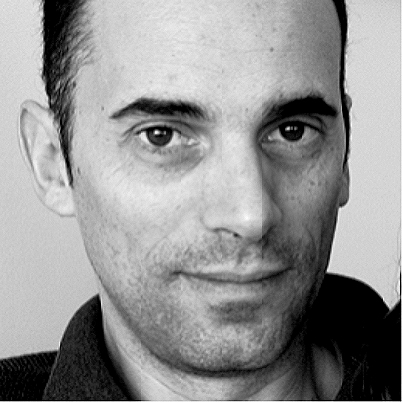
Filipe Alarcão

Filipe Alarcão (* 1963 in Lissabon, Portugal) ist ein portugiesischer Produktdesigner. 
Seine Entwürfe reichen von China-Porzellan und gewöhnlichem Essgeschirr, entworfen für die Firma Vista Alegre, bis hin zu zeitgenössischen Möbel-Designs für Temahome. 
Er erhielt seinen Abschluss für Entwürfe von Einrichtungsgegenständen an der Universität Lissabon (Fakultät für Bildende Künste) sowie seinen Master für Industrie-Design an der Domus Akademie in Mailand. 
Von 1995 bis 1997 arbeitete er zusammen mit Michele De Lucchi in Mailand als Berater für Olivetti, wo er Projekte für Computer entwickelte. 
Er lebt und arbeitet in seinem eigenen Atelier in Lissabon. Dort entwickelt er Projekt-Design für Möbel, Produkte für städtische Einrichtungen, Beleuchtung, Keramik und Glas in Zusammenarbeit mit mehreren portugiesischen und ausländischen Unternehmen wie zum Beispiel Vista Alegre-Atlantis, Asplund, Temahome, Schréder, Senda, Cerâmicas São Bernardo, Larus und Moda Lisboa. 
Alarcão hat auch Ausstellungsräume entworfen, so den Moda Lisboa Design Shop, die Galerie Atlantis sowie die „Design aus Portugal“-Ausstellung in Frankfurt. Seine Arbeiten sind im Kulturzentrum von Belém ausgestellt.

## Preise
- 1994 National Design Preis des portugiesischen Zentrum für Design
- 2002 Polis Wettbewerb für Leitsysteme für städtischen Plätze in Portugal
- 2002 Erster Platz – Architektur Wettbewerb Museum für zeitgenössische Kunst von Elvas